# Ibroihim Youssouf
Ibroihim Youssouf Djoudja (Itsandra, 6 maggio 1994) è un calciatore comoriano, attaccante dell'African Stars e della nazionale comoriana.

## Carriera

### Nazionale
Ha debuttato in Nazionale il 15 luglio 2017, in Comore-Lesotho (2-0), gara in cui ha segnato la rete del momentaneo 1-0 al minuto 48. Ha partecipato, con la selezione comoriana, alla Coppa d'Africa 2021, alle edizioni 2018, 2019, 2022, 2023 e 2024 della Coppa COSAFA e ai Giochi delle isole dell'Oceano Indiano 2019. È sceso in campo, inoltre, nelle qualificazioni ai Mondiali 2022 e 2026, nelle qualificazioni alla Coppa d'Africa 2023 e 2025, nelle qualificazioni al campionato delle nazioni africane 2018 e nelle qualificazioni alla Coppa araba FIFA 2021.

## Statistiche

### Cronologia presenze e reti in nazionale
Statistiche aggiornate al 24 novembre 2024.
| Cronologia completa delle presenze e delle reti in nazionale ― Comore | Cronologia completa delle presenze e delle reti in nazionale ― Comore | Cronologia completa delle presenze e delle reti in nazionale ― Comore | Cronologia completa delle presenze e delle reti in nazionale ― Comore | Cronologia completa delle presenze e delle reti in nazionale ― Comore | Cronologia completa delle presenze e delle reti in nazionale ― Comore | Cronologia completa delle presenze e delle reti in nazionale ― Comore | Cronologia completa delle presenze e delle reti in nazionale ― Comore |
| Data                                                                  | Città                                                                 | In casa                                                               | Risultato                                                             | Ospiti                                                                | Competizione                                                          | Reti                                                                  | Note                                                                  |
| --------------------------------------------------------------------- | --------------------------------------------------------------------- | --------------------------------------------------------------------- | --------------------------------------------------------------------- | --------------------------------------------------------------------- | --------------------------------------------------------------------- | --------------------------------------------------------------------- | --------------------------------------------------------------------- |
| 15-7-2017                                                             | Moroni                                                                | Comore                                                                | 2 – 0                                                                 | Lesotho                                                               | Qual. CHAN 2018                                                       | 1                                                                     | 90’                                                                   |
| 23-7-2017                                                             | Maseru                                                                | Lesotho                                                               | 1 – 0                                                                 | Comore                                                                | Qual. CHAN 2018                                                       | -                                                                     |                                                                       |
| 13-8-2017                                                             | Moroni                                                                | Comore                                                                | 2 – 1                                                                 | Namibia                                                               | Qual. CHAN 2018                                                       | -                                                                     | 37’                                                                   |
| 20-8-2017                                                             | Windhoek                                                              | Namibia                                                               | 2 – 0                                                                 | Comore                                                                | Qual. CHAN 2018                                                       | -                                                                     |                                                                       |
| 27-5-2018                                                             | Polokwane                                                             | Comore                                                                | 1 – 1                                                                 | Seychelles                                                            | Coppa COSAFA 2018 - Gironi                                            | -                                                                     |                                                                       |
| 29-5-2018                                                             | Polokwane                                                             | Mozambico                                                             | 3 – 0                                                                 | Comore                                                                | Coppa COSAFA 2018 - Gironi                                            | -                                                                     | 77’                                                                   |
| 31-5-2018                                                             | Polokwane                                                             | Madagascar                                                            | 1 – 0                                                                 | Comore                                                                | Coppa COSAFA 2018 - Gironi                                            | -                                                                     | 55’                                                                   |
| 27-5-2019                                                             | Umlazi                                                                | eSwatini                                                              | 2 – 2                                                                 | Comore                                                                | Coppa COSAFA 2019 - Gironi                                            | 1                                                                     |                                                                       |
| 29-5-2019                                                             | Umlazi                                                                | Comore                                                                | 2 – 1                                                                 | Mauritius                                                             | Coppa COSAFA 2019 - Gironi                                            | 1                                                                     | 94’                                                                   |
| 1-6-2019                                                              | Durban                                                                | Zimbabwe                                                              | 2 – 0                                                                 | Comore                                                                | Coppa COSAFA 2019 - Quarti di finale                                  | -                                                                     | 87’                                                                   |
| 4-6-2019                                                              | Durban                                                                | Comore                                                                | 1 – 2                                                                 | Malawi                                                                | Coppa COSAFA 2019 - Semifinali                                        | -                                                                     |                                                                       |
| 18-7-2019                                                             | Centre de Flacq                                                       | Comore                                                                | 0 – 2                                                                 | Mayotte                                                               | Giochi Isole Oceano Indiano 2019 - Gironi                             | -                                                                     | 63’                                                                   |
| 20-7-2019                                                             | Curepipe                                                              | Comore                                                                | 3 – 0                                                                 | Maldive                                                               | Giochi Isole Oceano Indiano 2019 - Gironi                             | 1                                                                     | 46’                                                                   |
| 22-7-2019                                                             | Centre de Flacq                                                       | La Riunione                                                           | 0 – 1                                                                 | Comore                                                                | Giochi Isole Oceano Indiano 2019 - Gironi                             | -                                                                     |                                                                       |
| 6-9-2019                                                              | Moroni                                                                | Comore                                                                | 1 – 1                                                                 | Togo                                                                  | Qual. Mondiali 2022                                                   | 1                                                                     |                                                                       |
| 10-9-2019                                                             | Lomé                                                                  | Togo                                                                  | 2 – 0                                                                 | Comore                                                                | Qual. Mondiali 2022                                                   | -                                                                     | 46’                                                                   |
| 14-11-2019                                                            | Lomé                                                                  | Togo                                                                  | 0 – 1                                                                 | Comore                                                                | Qual. Coppa d'Africa 2021                                             | -                                                                     | 65’                                                                   |
| 18-11-2019                                                            | Iconi                                                                 | Comore                                                                | 0 – 0                                                                 | Egitto                                                                | Qual. Coppa d'Africa 2021                                             | -                                                                     | 91’                                                                   |
| 11-10-2020                                                            | Tunisi                                                                | Comore                                                                | 2 – 1                                                                 | Libia                                                                 | Amichevole                                                            | 1                                                                     | 48’                                                                   |
| 15-11-2020                                                            | Iconi                                                                 | Comore                                                                | 2 – 1                                                                 | Kenya                                                                 | Qual. Coppa d'Africa 2021                                             | -                                                                     |                                                                       |
| 25-3-2021                                                             | Iconi                                                                 | Comore                                                                | 0 – 0                                                                 | Togo                                                                  | Qual. Coppa d'Africa 2021                                             | -                                                                     | 86’                                                                   |
| 29-3-2021                                                             | Il Cairo                                                              | Egitto                                                                | 4 – 0                                                                 | Comore                                                                | Qual. Coppa d'Africa 2021                                             | -                                                                     | 46’                                                                   |
| 24-6-2021                                                             | Doha                                                                  | Palestina                                                             | 5 – 1                                                                 | Comore                                                                | Qual. Coppa araba FIFA 2021                                           | -                                                                     | 65’                                                                   |
| 14-1-2022                                                             | Yaoundé                                                               | Marocco                                                               | 2 – 0                                                                 | Comore                                                                | Coppa d'Africa 2021 - Gironi                                          | -                                                                     | 90’                                                                   |
| 18-1-2022                                                             | Garoua                                                                | Ghana                                                                 | 2 – 3                                                                 | Comore                                                                | Coppa d'Africa 2021 - Gironi                                          | -                                                                     | 60’                                                                   |
| 24-1-2022                                                             | Yaoundé                                                               | Camerun                                                               | 2 – 1                                                                 | Comore                                                                | Coppa d'Africa 2021 - Ottavi di finale                                | -                                                                     | 89’                                                                   |
| 25-3-2022                                                             | Iconi                                                                 | Comore                                                                | 2 – 1                                                                 | Etiopia                                                               | Amichevole                                                            | -                                                                     | 38’                                                                   |
| 7-6-2022                                                              | Lusaka                                                                | Zambia                                                                | 2 – 1                                                                 | Comore                                                                | Qual. Coppa d'Africa 2023                                             | -                                                                     | 90+4’                                                                 |
| 5-7-2022                                                              | Umlazi                                                                | Angola                                                                | 3 – 1                                                                 | Comore                                                                | Coppa COSAFA 2022 - Gironi                                            | -                                                                     | 88’                                                                   |
| 7-7-2022                                                              | Umlazi                                                                | Comore                                                                | 0 – 1                                                                 | Botswana                                                              | Coppa COSAFA 2022 - Gironi                                            | -                                                                     |                                                                       |
| 10-7-2022                                                             | Durban                                                                | Seychelles                                                            | 1 – 2                                                                 | Comore                                                                | Coppa COSAFA 2022 - Gironi                                            | -                                                                     | 70’                                                                   |
| 24-3-2023                                                             | Bouaké                                                                | Costa d'Avorio                                                        | 3 – 1                                                                 | Comore                                                                | Qual. Coppa d'Africa 2023                                             | 1                                                                     | 86’                                                                   |
| 28-3-2023                                                             | Iconi                                                                 | Comore                                                                | 0 – 2                                                                 | Costa d'Avorio                                                        | Qual. Coppa d'Africa 2023                                             | -                                                                     | 59’                                                                   |
| 17-6-2023                                                             | Soweto                                                                | Lesotho                                                               | 0 – 1                                                                 | Comore                                                                | Qual. Coppa d'Africa 2023                                             | -                                                                     | 66’                                                                   |
| 6-7-2023                                                              | Umlazi                                                                | Seychelles                                                            | 0 – 3                                                                 | Comore                                                                | Coppa COSAFA 2023 - Gironi                                            | 1                                                                     | 78’                                                                   |
| 9-7-2023                                                              | Umlazi                                                                | Zambia                                                                | 2 – 1                                                                 | Comore                                                                | Coppa COSAFA 2023 - Gironi                                            | -                                                                     |                                                                       |
| 11-7-2023                                                             | Durban                                                                | Malawi                                                                | 2 – 0                                                                 | Comore                                                                | Coppa COSAFA 2023 - Gironi                                            | -                                                                     | 73’                                                                   |
| 9-9-2023                                                              | Iconi                                                                 | Comore                                                                | 1 – 1                                                                 | Zambia                                                                | Qual. Coppa d'Africa 2023                                             | -                                                                     | 73’                                                                   |
| 22-3-2024                                                             | Marrakech                                                             | Comore                                                                | 4 – 0                                                                 | Uganda                                                                | Amichevole                                                            | -                                                                     | 64’                                                                   |
| 25-3-2024                                                             | Marrakech                                                             | Comore                                                                | 0 – 0                                                                 | Angola                                                                | Amichevole                                                            | -                                                                     | 88’                                                                   |
| 11-6-2024                                                             | Oujda                                                                 | Ciad                                                                  | 0 – 2                                                                 | Comore                                                                | Qual. Mondiali 2026                                                   | -                                                                     | 83’                                                                   |
| 27-6-2024                                                             | Port Elizabeth                                                        | Comore                                                                | 0 – 1                                                                 | Zimbabwe                                                              | Coppa COSAFA 2024 - Gironi                                            | -                                                                     |                                                                       |
| 30-6-2024                                                             | Port Elizabeth                                                        | Kenya                                                                 | 0 – 2                                                                 | Comore                                                                | Coppa COSAFA 2024 - Gironi                                            | -                                                                     | 66’                                                                   |
| 2-7-2024                                                              | Port Elizabeth                                                        | Comore                                                                | 1 – 0                                                                 | Zambia                                                                | Coppa COSAFA 2024 - Gironi                                            | 1                                                                     |                                                                       |
| 5-7-2024                                                              | Port Elizabeth                                                        | Comore                                                                | 1 – 2                                                                 | Angola                                                                | Coppa COSAFA 2024 - Semifinali                                        | 1                                                                     |                                                                       |
| 7-7-2024                                                              | Port Elizabeth                                                        | Comore                                                                | 2 – 2 (1 - 3 dtr)                                                     | Mozambico                                                             | Coppa COSAFA 2024 - Finale 3º posto                                   | 1                                                                     |                                                                       |
| 9-9-2024                                                              | Radès                                                                 | Madagascar                                                            | 1 – 1                                                                 | Comore                                                                | Qual. Coppa d'Africa 2025                                             | -                                                                     | 81’                                                                   |
| 18-11-2024                                                            | Al Hoceima                                                            | Comore                                                                | 1 – 0                                                                 | Madagascar                                                            | Qual. Coppa d'Africa 2025                                             | -                                                                     | 77’                                                                   |
| 6-6-2025                                                              | Bloemfontein                                                          | Zambia                                                                | 0 – 1                                                                 | Comore                                                                | Coppa COSAFA 2025 - 1º turno                                          | -                                                                     | 54’                                                                   |
| 9-6-2025                                                              | Bloemfontein                                                          | Comore                                                                | 0 – 0                                                                 | Botswana                                                              | Coppa COSAFA 2025 - 1º turno                                          | -                                                                     |                                                                       |
| 13-6-2025                                                             | Bloemfontein                                                          | Sudafrica                                                             | 3 – 1                                                                 | Comore                                                                | Coppa COSAFA 2025 - Semifinale                                        | -                                                                     | 84’                                                                   |
| 15-6-2025                                                             | Bloemfontein                                                          | Madagascar                                                            | 0 – 1                                                                 | Comore                                                                | Coppa COSAFA 2025 - Finale 3º posto                                   | 1                                                                     |                                                                       |
| Totale                                                                |                                                                       | Presenze                                                              | 52                                                                    |                                                                       | Reti                                                                  | 12                                                                    |                                                                       |

## Palmarès

### Club

#### Competizioni nazionali
- Campionato comoriano di calcio: 1

Volcano Club: 2018
- Campionato mauritano di calcio: 1

Nouadhibou: 2020-2021
- Campionato namibiano di calcio: 2

African Stars: 2022-2023, 2023-2024